# Ludmila Isabel de Schwarzburgo-Rudolstadt
Ludmila Isabel de Schwarzburgo-Rudolstadt (en alemán, Ludmilla Elisabeth von Schwarzburg-Rudolstadt; Rudolstadt, 7 de abril de 1640-ibidem, 12 de marzo de 1672), también llamada Ludomila o Ludämilie, fue una noble alemana y poetisa de himnos. Era condesa de Schwarzburgo-Rudolstadt por nacimiento.

## Biografía
Ludmila Isabel era una hija del conde Luis Gunter I de Schwarzburgo-Rudolstadt y de su esposa, la condesa Emilia de Oldemburgo-Delmenhorst. Su padre murió en 1646 y fue criada de modo estrictamente protestante por su madre.
Ludmila tenía talento para las artes y las ciencias. Vivió con su madre en el Castillo de Friedensburg. Su cuñada, Emilia Juliana, la inspiró a escribir himnos. También fue influenciada por Ahasverus Fritsch, quien más tarde se convirtió en canciller de su hermano, Alberto Antonio.
Después de la muerte de su madre en 1670, Ludmila y sus tres hermanas se trasladaron a la residencia de su hermano en Rudolstadt. En 1671, fue comprometida con el conde Cristián Guillermo I de Schwarzburgo-Sondershausen. Sin embargo, antes de poder contraer matrimonio, Ludmila y dos de sus hermanas murieron durante una epidemia de sarampión en 1672.
Sus himnos fueron publicados en Rudolstadt en 1687 bajo el título Die Stimme der Freundin, d. i. Geistliche Lieder, welche aus brünstiger und biß ans Ende beharrter Jesusliebe verfertigt und gebraucht Weiland die Hochgebohrne Gräfin und Fräulein Ludämilia Elisabeth, Gräfin und Fräulein zu Schwartzburg und Hohensteins Christseligen Andenckens ("La voz de un amigo, i.e. canciones espirituales en memoria de la Honorable Ludämilia Elizabeth, Condesa de Schwarzburg y Baronesa de Hohenstein, quien fervientemente y con persistencia amó a Jesús, su Salvador").